# لیزه هاویک
لیزه هاویک (به انگلیسی: Lise Haavik) (زاده ۲۳ فوریه ۱۹۶۲) خواننده نروژی-دانمارکی است.
او نماینده دانمارک در مسابقه آواز یوروویژن ۱۹۸۶ بود.